# Trichodiadema emarginatum
Trichodiadema emarginatum är en isörtsväxtart som beskrevs av L. Bol. Trichodiadema emarginatum ingår i släktet Trichodiadema och familjen isörtsväxter. Inga underarter finns listade i Catalogue of Life.